# Фестончастий рельєф

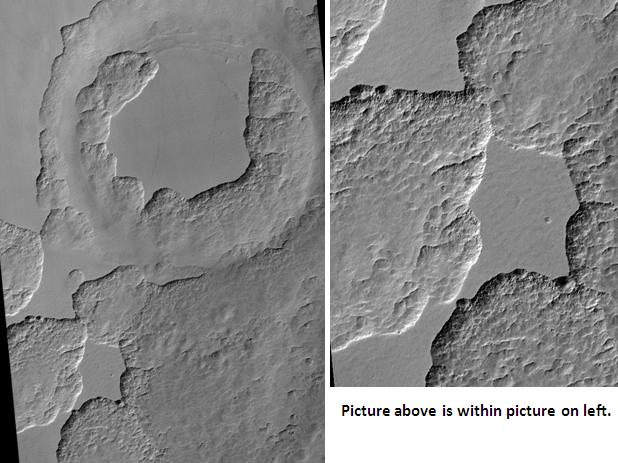
Фестончастий рельєф у Peneus Patera, знімок HiRISE. Фестончасті утворення досить поширені у деяких регіонах Марса. Знімок із квадрангла Noachis.

Фестончастий рельєф (англ. scalloped topography) поширений у середніх широтах Марса, поміж 45° та 60° як на півночі, так і на півдні. Але особливо виразно він проявляється в районі рівнини Utopia Planitia у північній півкулі, та в районі Peneus та Amphitrites Paterae у південній півкулі. Такий рельєф складається із мілких западин, які не мають бічних валів, але краї яких мають фестончасту форму, через що їх і називають «фестончастими западинами» (англ. scalloped depressions), або просто «scallops» («фестони»). Фестончасті западини можуть формуватися поодинці, або ж кластерами, а іноді суміжні поодинокі западини наче зростаються, з'єднуючись між собою. Типові фестончасті улоговини мають пологий схил з боку екватора, та значно стрімкіший укіс з боку полюса. Така топографічна асиметрія спричинена, ймовірно, різницею інсоляції. Вважається, що фестончасті депресії формуються внаслідок усування підповерхневого матеріалу, ймовірно — льоду, який міститься в ґрунтових шарах, і виходить з ґрунту шляхом сублімації (переходу речовини безпосередньо із твердого в газоподібний стан, без проміжного стану рідини). Ймовірно, цей процес триває і досі.
На рівнині Utopia Planitia, на дні великих фестончастих западин, паралельні до стрімких схилів, стримлять ряди криволінійних кряжів, які можуть репрезентувати різні стадії ерозії схилів. Останні дослідження підтверджують думку, що згадані кряжі відповідають верхівкам шарів. Іноді поверхня навколо фестончастих западин або й цілої області з фестончастим рельєфом, має візерунчасті формування, які характеризуються повторюваним візерунком полігональних розломів поверхневого шару. Ці візерунки свідчать про те, що поверхня зазнала сильного стресу, який був спричинений, імовірно, осіданням, висушуванням, або термальним стисненням порід у поверхневих шарах. Такі візерунчасті формування є досить поширеними у перигляціальних регіонах на Землі. Місцевості із фестончастим рельєфом в Utopia Planitia мають полігональні утворення різноманітних розмірів: невеликі (приблизно 5-10 м у довжину) на схилах, і більші (30-50 м у довжину) на навколишній території. Така різниця масштабу може свідчити про локальні відмінності у концентраціях ґрунтового льоду.
|                                                                                          |
| Візерунчасті (полігональні) утворення поблизу фестончастої западини у квадранглі Casius. |

| |
| Перигляціальні формування на рівнині Utopia, знімок HiRISE. Клацніть на зображенні, аби розгледіти візерунчасті утворення та фестончастий рельєф. Розташування — квадрангл Casius. |

| |
| Mad Vallis, знімок HiRISE. Зображення справа є збільшенням першого. Клацніть на знімку, аби роздивитися фестончасті формування. Розташування — квадрангл Hellas. |

|                                                                                         |
| Етапи формування фестончастого рельєфу. Знімок HiRISE. Розташування — квадрангл Hellas. |

| |
| Ймовірний різновид фестончастого рельєфу у депресіях із прямовисними південними стінами. Знімок виконано HiRISE в рамках програми HiWish. Рамкою позначено частину, яка буде показана у збільшенні в наступних знімках. Розташування — квадрангл Diacria у кратері Міланкович. |

| |
| Збільшення попереднього знімка. Депресія із прямовисною стіною. Знімок виконано HiRISE в рамках програми HiWish. Зверніть увагу, що південна стіна темніша, порівняно з північною. |

|                                                                                            |
| Додаткове збільшення попереднього знімка. Знімок виконано HiRISE в рамках програми HiWish. |